# Амурский сом
Аму́рский сом, или дальневосто́чный сом (лат. Silurus asotus) — вид крупных бесчешуйчатых лучепёрых рыб семейства сомовых (Siluridae).

## Описание
Пресноводный вид, не избегающий солоноватых вод. Достигает длины 1 м и массы 6—8 кг. Имеет большую, широкую, уплощённую голову, постепенно утончающееся к хвосту тело, небольшой хвостовой плавник. Окраска тела тёмно-зелёная, брюшная сторона светлая. Анальный плавник очень велик и сзади доходит до хвостового. Спинной плавник очень короткий, расположен впереди брюшных плавников. Колючий луч грудного плавника зазубрен по наружному краю. Нижняя челюсть длиннее верхней. Усиков две пары: один на нижней, другой на верхней челюсти. Является теплолюбивым видом. Живёт в стоячих и медленно текущих водах, летом держится в протоках на разливах, в прибрежной зоне. Осенью уходит на более глубокие участки водоёмов, где ведёт малоподвижный образ жизни. Половозрелым сом становится на четвёртом году жизни. Плодовитость — до 150 тыс. икринок. Нерест происходит в конце мая — первой половине июня, при температуре воды свыше 16 °C. Гнёзда амурский сом не строит, и самцы икру не охраняют. Крупные, зеленоватого цвета икринки, диаметром 4,5 мм, откладывает на водную растительность. По характеру питания сом — придонный хищник-засадник. Питается вечером и ночью, преимущественно различной мелкой рыбой, моллюсками, раками и лягушками.
Амурский сом широко распространён в водах Китая, Кореи и Японии. В 1933 году, в количестве 22 производителей, был выпущен в озеро Шакшинское (Арахлейская система озёр) с целью акклиматизации; его привезли из реки Онон (бассейн Амура). Из озера Шакша амурский сом по рекам мигрировал в озеро Гусиное, а затем и в Байкал, где успешно акклиматизировался. В реках Приморья и озера Ханка распространён повсеместно. Является ценной промысловой рыбой Амура. Ценится за высокие гастрономические качества: обладает вкусным, средней жирности мясом с небольшим количеством костей. Используется в свежем, мороженом и солёном видах. Добывается береговыми закидными неводами, крючковой снастью и другими орудиями лова. Ежегодный вылов составляет более 10 т. Объект спортивного и любительского лова.